# Come Hell or High Water
Come Hell or High Water е CD и DVD на британската хардрок група Deep Purple. Записан е на 16 октомври 1993 в Hans-Martin-Schleyer-Halle, Щутгарт, Германия и на 9 ноември същата година в Бирмингам, Англия.
Този албум е един от последните с участието на китариста Ричи Блекмор, който напуска групата на 17 ноември 1993 г., след концерт в Хелзинки, Финландия. Той е заменен от Джо Сатриани, за да може да се довърши турнето, а след него за постоянен член на групата е приет Стив Морз. Поради тази причина Блекмор е сниман толкова много във видеото. Целите концерти в Щутгарт и Бирмингам са издадени през 2006 г., като бокс-сет от четири диска. През 2007 г., двата концерта са издадени по отделно.

### CD
Всички песни са написани от Иън Гилън, Ричи Блекмор, Роджър Глоувър, Джон Лорд и Иън Пейс, освен посочените.
1. Highway Star – 6:40
2. "Black Night" – 5:40
3. A Twist in the Tale – 4:27 (Гилън, Блекмор, Глоувър)
4. "Perfect Strangers" – 6:52 (Гилън, Блекмор, Глоувър)
5. Anyone's Daughter – 3:57
6. Child in Time – 10:48
7. Anya – 12:13 (Гилън, Блекмор, Глоувър, Лорд)
8. a) Lazy* – 4:18
b) Space Truckin'* – 2:39
c) Woman from Tokyo* – 1:53
9. Speed King – 7:29
10. Smoke on the Water – 10:26

- Тези песни са включени само в японското издание.
- Американското издание е идентично с японското, тъй като включва допълнителни парчета, които не са вписани в съдържанието.
- Канадското издание не включва Lazy/Space Truckin'/Woman From Tokyo.

### DVD
1. Highway Star
2. Black Night
3. Talk About Love
4. A Twist in the Tale
5. Perfect Strangers
6. Beethoven's Ninth
7. Knocking at Your Back Door
8. Anyone's Daughter
9. Child in Time
10. Anya
11. The Battle Rages On
12. Lazy
13. Space Truckin'
14. Woman From Tokyo
15. "Paint It Black"
16. Smoke on the Water

- DVD-то е записано в Бирмингам на 9 ноември 1993 г.
- Освен концерта има и части от интервюта с всички членове на групата освен Ричи Блекмор.
- Режисирано от Хю Саймъндс.

## Състав
- Иън Гилън – вокал
- Ричи Блекмор – китара
- Роджър Глоувър – бас
- Джон Лорд – орган, клавишни
- Иън Пейс – барабани

|  | Тази страница частично или изцяло представлява превод на страницата Come Hell or High Water в Уикипедия на английски. Оригиналният текст, както и този превод, са защитени от Лиценза „Криейтив Комънс – Признание – Споделяне на споделеното“, а за съдържание, създадено преди юни 2009 година – от Лиценза за свободна документация на ГНУ. Прегледайте историята на редакциите на оригиналната страница, както и на преводната страница, за да видите списъка на съавторите. ВАЖНО: Този шаблон се отнася единствено до авторските права върху съдържанието на статията. Добавянето му не отменя изискването да се посочват конкретни източници на твърденията, които да бъдат благонадеждни. |